# إرنست دودلي
إرنست دودلي (بالإنجليزية: Ernest Dudley)‏ هو روائي وكاتب سيناريو وصحفي وممثل بريطاني (وحمل سابقاً جنسية المملكة المتحدة لبريطانيا العظمى وأيرلندا)، ولد في 23 يوليو 1908، وتوفي في 1 فبراير 2006.

## وصلات خارجية
- إرنست دودلي على موقع IMDb (الإنجليزية)
- إرنست دودلي على موقع ميوزك برينز (الإنجليزية)
- إرنست دودلي على موقع أول موفي (الإنجليزية)
- إرنست دودلي على موقع قاعدة بيانات الفيلم (الإنجليزية)
- إرنست دودلي على موقع كينوبويسك (الروسية)